# Marco Bode
Marco Bode (Osterode am Harz, 23 luglio 1969) è un ex calciatore tedesco, che ha militato per tutta la carriera nel Werder Brema.
Ha collezionato 40 presenze in Nazionale.

## Statistiche

### Presenze e reti nei club
| Stagione               | Squadra                | Campionato             | Campionato | Campionato | Coppe nazionali | Coppe nazionali | Coppe nazionali | Coppe continentali | Coppe continentali | Coppe continentali | Altre coppe | Altre coppe | Altre coppe | Totale | Totale |
| Stagione               | Squadra                | Comp                   | Pres       | Reti       | Comp            | Pres            | Reti            | Comp               | Pres               | Reti               | Comp        | Pres        | Reti        | Pres   | Reti   |
| ---------------------- | ---------------------- | ---------------------- | ---------- | ---------- | --------------- | --------------- | --------------- | ------------------ | ------------------ | ------------------ | ----------- | ----------- | ----------- | ------ | ------ |
| 1988-1989              | Werder Brema II        | OL                     | 33         | 16         | -               | -               | -               | -                  | -                  | -                  | -           | -           | -           | 33     | 16     |
| 1989-1990              | Werder Brema II        | OL                     | 9          | 3          | -               | -               | -               | -                  | -                  | -                  | -           | -           | -           | 9      | 3      |
| Totale Werder Brema II | Totale Werder Brema II | Totale Werder Brema II | 42         | 19         |                 | -               | -               |                    | -                  | -                  |             | -           | -           | 42     | 19     |
| 1989-1990              | Werder Brema           | BL                     | 20         | 4          | CG              | 3               | 2               | CU                 | 4                  | 2                  | -           | -           | -           | 27     | 8      |
| 1990-1991              | Werder Brema           | BL                     | 25         | 3          | CG              | 6               | 1               | -                  | -                  | -                  | -           | -           | -           | 31     | 4      |
| 1991-1992              | Werder Brema           | BL                     | 32         | 12         | CG              | 4               | 0               | CdC                | 9                  | 3                  | SG          | 1           | 0           | 46     | 15     |
| 1992-1993              | Werder Brema           | BL                     | 29         | 4          | CG              | 5               | 3               | CdC                | 4                  | 0                  | SU          | 2           | 0           | 40     | 7      |
| 1993-1994              | Werder Brema           | BL                     | 32         | 7          | CG              | 5               | 1               | UCL                | 10                 | 4                  | SG          | 1           | 0           | 48     | 12     |
| 1994-1995              | Werder Brema           | BL                     | 33         | 14         | CG              | 1               | 0               | CU                 | 4                  | 1                  | SG          | 1           | 0           | 39     | 15     |
| 1995-1996              | Werder Brema           | BL                     | 34         | 5          | CG              | 3               | 1               | CU                 | 6                  | 3                  | -           | -           | -           | 43     | 9      |
| 1996-1997              | Werder Brema           | BL                     | 33         | 10         | CG              | 3               | 1               | Int                | 0                  | 0                  | -           | -           | -           | 36     | 11     |
| 1997-1998              | Werder Brema           | BL                     | 28         | 9          | CG              | 0               | 0               | Int                | 2                  | 0                  | -           | -           | -           | 30     | 9      |
| 1998-1999              | Werder Brema           | BL                     | 29         | 8          | CG              | 6               | 1               | Int+CU             | 8+4                | 4+0                | -           | -           | -           | 47     | 13     |
| 1999-2000              | Werder Brema           | BL                     | 27         | 13         | CG+CdL          | 4+1             | 1+1             | CU                 | 9                  | 3                  | -           | -           | -           | 41     | 18     |
| 2000-2001              | Werder Brema           | BL                     | 26         | 5          | CG              | 2               | 0               | CU                 | 6                  | 2                  | -           | -           | -           | 34     | 7      |
| 2001-2002              | Werder Brema           | BL                     | 31         | 7          | CG              | 1               | 0               | CU                 | 2                  | 0                  | -           | -           | -           | 34     | 7      |
| Totale Werder Brema    | Totale Werder Brema    | Totale Werder Brema    | 379        | 101        |                 | 44              | 12              |                    | 68                 | 22                 |             | 5           | 0           | 496    | 135    |
| Totale carriera        | Totale carriera        | Totale carriera        | 421        | 120        |                 | 44              | 12              |                    | 68                 | 22                 |             | 5           | 0           | 538    | 154    |

### Cronologia presenze e reti in nazionale
| Cronologia completa delle presenze e delle reti in nazionale ― Germania | Cronologia completa delle presenze e delle reti in nazionale ― Germania | Cronologia completa delle presenze e delle reti in nazionale ― Germania | Cronologia completa delle presenze e delle reti in nazionale ― Germania | Cronologia completa delle presenze e delle reti in nazionale ― Germania | Cronologia completa delle presenze e delle reti in nazionale ― Germania | Cronologia completa delle presenze e delle reti in nazionale ― Germania | Cronologia completa delle presenze e delle reti in nazionale ― Germania |
| Data                                                                    | Città                                                                   | In casa                                                                 | Risultato                                                               | Ospiti                                                                  | Competizione                                                            | Reti                                                                    | Note                                                                    |
| ----------------------------------------------------------------------- | ----------------------------------------------------------------------- | ----------------------------------------------------------------------- | ----------------------------------------------------------------------- | ----------------------------------------------------------------------- | ----------------------------------------------------------------------- | ----------------------------------------------------------------------- | ----------------------------------------------------------------------- |
| 15-12-1995                                                              | Johannesburg                                                            | Sudafrica                                                               | 0 – 0                                                                   | Germania                                                                | Amichevole                                                              | -                                                                       |                                                                         |
| 29-5-1996                                                               | Lurgan                                                                  | Irlanda del Nord                                                        | 1 – 1                                                                   | Germania                                                                | Amichevole                                                              | -                                                                       | 46’                                                                     |
| 4-6-1996                                                                | Mannheim                                                                | Germania                                                                | 9 – 1                                                                   | Liechtenstein                                                           | Amichevole                                                              | -                                                                       | 46’                                                                     |
| 19-6-1996                                                               | Manchester                                                              | Italia                                                                  | 0 – 0                                                                   | Germania                                                                | Euro 1996 - 1ºturno                                                     | -                                                                       | 89’                                                                     |
| 26-6-1996                                                               | Londra                                                                  | Germania                                                                | 1 – 1 dts (6 – 5 dtr)                                                   | Inghilterra                                                             | Euro 1996 - Semifinale                                                  | -                                                                       | 110’                                                                    |
| 130-6-1996                                                              | Londra                                                                  | Germania                                                                | 2 – 1 dts                                                               | Rep. Ceca                                                               | Euro 1996 - Finale                                                      | -                                                                       | 46’                                                                     |
| 4-9-1996                                                                | Zabrze                                                                  | Polonia                                                                 | 0 – 2                                                                   | Germania                                                                | Amichevole                                                              | -                                                                       | 46’                                                                     |
| 9-10-1996                                                               | Erevan                                                                  | Armenia                                                                 | 1 – 5                                                                   | Germania                                                                | Qual. Mondiali 1998                                                     | -                                                                       | 73’                                                                     |
| 10-10-1998                                                              | Bursa                                                                   | Turchia                                                                 | 1 – 0                                                                   | Germania                                                                | Qual. Euro 2000                                                         | -                                                                       | 80’                                                                     |
| 6-2-1999                                                                | Jacksonville                                                            | Stati Uniti                                                             | 3 – 0                                                                   | Germania                                                                | Amichevole                                                              | -                                                                       | 46’                                                                     |
| 9-2-1999                                                                | Fort Lauderdale                                                         | Colombia                                                                | 3 – 3                                                                   | Germania                                                                | Amichevole                                                              | 1                                                                       |                                                                         |
| 27-3-1999                                                               | Belfast                                                                 | Irlanda del Nord                                                        | 0 – 3                                                                   | Germania                                                                | Qual. Euro 2000                                                         | 2                                                                       | 10’ 78’                                                                 |
| 31-3-1999                                                               | Norimberga                                                              | Germania                                                                | 2 – 0                                                                   | Finlandia                                                               | Qual. Euro 2000                                                         | -                                                                       | 76’                                                                     |
| 4-6-1999                                                                | Leverkusen                                                              | Germania                                                                | 6 – 1                                                                   | Moldavia                                                                | Qual. Euro 2000                                                         | 1                                                                       | 76’                                                                     |
| 8-9-1999                                                                | Dortmund                                                                | Germania                                                                | 4 – 0                                                                   | Irlanda del Nord                                                        | Qual. Euro 2000                                                         | -                                                                       | 76’                                                                     |
| 9-10-1999                                                               | Monaco di Baviera                                                       | Germania                                                                | 0 – 0                                                                   | Turchia                                                                 | Qual. Euro 2000                                                         | -                                                                       | 76’                                                                     |
| 14-11-1999                                                              | Oslo                                                                    | Norvegia                                                                | 0 – 1                                                                   | Germania                                                                | Amichevole                                                              | -                                                                       | 46’                                                                     |
| 26-4-2000                                                               | Kaiserslautern                                                          | Germania                                                                | 1 – 1                                                                   | Svizzera                                                                | Amichevole                                                              | -                                                                       | 71’                                                                     |
| 3-6-2000                                                                | Norimberga                                                              | Germania                                                                | 3 – 2                                                                   | Rep. Ceca                                                               | Amichevole                                                              | -                                                                       | 46’                                                                     |
| 7-6-2000                                                                | Friburgo                                                                | Germania                                                                | 8 – 2                                                                   | Liechtenstein                                                           | Amichevole                                                              | 1                                                                       | 46’                                                                     |
| 17-6-2000                                                               | Charleroi                                                               | Inghilterra                                                             | 1 – 0                                                                   | Germania                                                                | Euro 2000 - 1º turno                                                    | -                                                                       | 78’                                                                     |
| 20-6-2000                                                               | Rotterdam                                                               | Portogallo                                                              | 3 – 0                                                                   | Germania                                                                | Euro 2000 - 1º turno                                                    | -                                                                       |                                                                         |
| 16-8-2000                                                               | Hannover                                                                | Germania                                                                | 4 – 1                                                                   | Spagna                                                                  | Amichevole                                                              | -                                                                       | 46’                                                                     |
| 2-9-2000                                                                | Amburgo                                                                 | Germania                                                                | 2 – 0                                                                   | Grecia                                                                  | Qual. Mondiali 2002                                                     | -                                                                       |                                                                         |
| 7-9-2000                                                                | Londra                                                                  | Inghilterra                                                             | 0 – 1                                                                   | Germania                                                                | Qual. Mondiali                                                          | -                                                                       | 86’                                                                     |
| 15-11-2000                                                              | Copenaghen                                                              | Danimarca                                                               | 2 – 1                                                                   | Germania                                                                | Amichevole                                                              | -                                                                       | 46’                                                                     |
| 27-2-2001                                                               | Parigi                                                                  | Francia                                                                 | 1 – 0                                                                   | Germania                                                                | Amichevole                                                              | -                                                                       | 90’                                                                     |
| 24-3-2001                                                               | Leverkusen                                                              | Germania                                                                | 2 – 1                                                                   | Albania                                                                 | Qual. Mondiali 2002                                                     | -                                                                       |                                                                         |
| 28-3-2001                                                               | Atene                                                                   | Grecia                                                                  | 2 – 4                                                                   | Germania                                                                | Qual. Mondiali 2002                                                     | 1                                                                       | 78’                                                                     |
| 29-5-2001                                                               | Brema                                                                   | Germania                                                                | 2 – 0                                                                   | Slovacchia                                                              | Amichevole                                                              | -                                                                       | 46’                                                                     |
| 2-6-2001                                                                | Helsinki                                                                | Finlandia                                                               | 2 – 2                                                                   | Germania                                                                | Qual. Mondiali 2002                                                     | -                                                                       | 68’                                                                     |
| 15-8-2001                                                               | Budapest                                                                | Ungheria                                                                | 2 – 5                                                                   | Germania                                                                | Amichevole                                                              | -                                                                       | 77’                                                                     |
| 14-5-2002                                                               | Cardiff                                                                 | Galles                                                                  | 1 – 0                                                                   | Germania                                                                | Amichevole                                                              | -                                                                       | 63’                                                                     |
| 18-5-2002                                                               | Leverkusen                                                              | Germania                                                                | 6 – 1                                                                   | Austria                                                                 | Amichevole                                                              | 2                                                                       | 81’                                                                     |
| 5-6-2002                                                                | Kashima                                                                 | Germania                                                                | 1 – 1                                                                   | Irlanda                                                                 | Mondiali 2002 - 1º turno                                                | -                                                                       | 85’                                                                     |
| 11-6-2002                                                               | Shizuoka                                                                | Camerun                                                                 | 0 – 2                                                                   | Germania                                                                | Mondiali 2002 - 1º turno                                                | 1                                                                       | 46’                                                                     |
| 15-6-2002                                                               | Seogwipo                                                                | Germania                                                                | 1 – 0                                                                   | Paraguay                                                                | Mondiali 2002 - Ottavi di finale                                        | -                                                                       |                                                                         |
| 21-6-2002                                                               | Ulsan                                                                   | Germania                                                                | 1 – 0                                                                   | Stati Uniti                                                             | Mondiali 2002 - Quarti di finale                                        | -                                                                       | 80’                                                                     |
| 25-6-2002                                                               | Seoul                                                                   | Germania                                                                | 1 – 0                                                                   | Corea del Sud                                                           | Mondiali 2002 - Semifinale                                              | -                                                                       |                                                                         |
| 30-6-2002                                                               | Leverkusen                                                              | Germania                                                                | 0 – 2                                                                   | Brasile                                                                 | Mondiali 2002 - Finale                                                  | -                                                                       | 84’                                                                     |
| Totale                                                                  |                                                                         | Presenze                                                                | 40                                                                      |                                                                         | Reti                                                                    | 9                                                                       |                                                                         |

## Palmarès

### Club

#### Competizioni nazionali
- Campionato tedesco: 1

Werder Brema: 1992-1993
- Coppa di Germania: 3

Werder Brema: 1990-1991, 1993-1994, 1998-1999
- Supercoppa di Germania: 2

Werder Brema: 1993, 1994

#### Competizioni internazionali
- Coppa delle Coppe: 1

Werder Brema: 1991-1992
- Coppa Intertoto UEFA: 1

Werder Brema: 1998

### Nazionale
- Campionato d'Europa: 1

1996